# Ratchet & Clank: Q-Force
Ratchet & Clank: Q-Force — компьютерная игра 2012 года в жанре платформера, разработанная студией Insomniac Games и изданная Sony Computer Entertainment для игровой системы PlayStation 3. В странах NTSC региона игра вышла под названием Ratchet & Clank: Full Frontal Assault. Проект является частью серии Ratchet & Clank и был создан в честь десятилетия выхода первой игры франшизы. Q-Force распространялась как на Blu-ray дисках, так и через цифровой магазин PlayStation Store. Версия для PlayStation Vita вышла позднее, 21 мая 2013 года, и предоставлялась бесплатно владельцам версии для PlayStation 3.
Игра получила неоднозначные отзывы критиков. К недостаткам были отнесены небольшая продолжительность, слабо проработанный сюжет, введение элементов жанра tower defense, неудачная реализация одиночной кампании и существенные отличия от предыдущих частей серии. Некоторые рецензенты назвали Q-Force худшей игрой во франшизе. Положительно были оценены музыкальное сопровождение и многопользовательский режим.

## Игровой процесс
Q-Force сохраняет ряд элементов предыдущих игр серии, включая ракурсы камеры, арсенал оружия и геймплей от третьего лица за Рэтчета. Новшеством стало добавление элементов жанра tower defense. Игра состоит из пяти уровней, действие которых происходит на трёх различных планетах. Игроки могут управлять тремя персонажами: Рэтчетом, Клэнком (как в обычной форме, так и в виде Гигантского Клэнка) и капитаном Кварком. Q-Force также включает в себя режим совместной игры как при локальной игре, так и по сети.

## Оценки
| Сводный рейтинг    | Сводный рейтинг |
| Агрегатор          | Оценка          |
| ------------------ | --------------- |
| GameRankings       | 64,63 %         |
| Metacritic         | 64/100 (PS3)    |
| Иноязычные издания |                 |
| Издание            | Оценка          |
| 1UP.com            | C               |
| GameSpot           | 7 из 10         |
| GamesRadar+        | 3 из 5          |
| Polygon            | 6 из 10         |
| Push Square        | 6 из 10         |

Q-Force получила неоднозначные отзывы критиков. Версия для PlayStation 3 имеет средний рейтинг 64 балла на основе 52 рецензий на агрегаторе Metacritic. Журнал Game Informer охарактеризовал игру как «интересный проект, страдающий от фундаментальных ошибок в дизайне». Electronic Gaming Monthly отметил, что игра «не справляется ни с задачей быть tower defense, ни с ролью проекта, способного удержать внимание фанатов франшизы до выхода следующей основной части от Insomniac». PlayStation Official Magazine — UK и Eurogamer выразили схожее мнение, заявив, что игра «размывает идентичность серии» и «лишена души» соответственно.
Издание PC World отметило отсутствие в игре полноценного сюжета и оценило продолжительность однопользовательской кампании примерно в четыре часа. По мнению рецензента, элементы tower defense, хотя и «интересны», делают игру «более похожей на клон Dungeon Defenders, чем на Ratchet & Clank». В обзоре указывается, что многопользовательский режим «действительно блестящ», но «недостаточен, чтобы компенсировать посредственный однопользовательский опыт». Марти Слива из 1Up.com заявил, что игра — «интересный эксперимент, который мог бы превзойти средний уровень при большей доработке и креативности». GameSpot назвал арсенал «увлекательным в использовании», а многопользовательские сражения «захватывающими и непредсказуемыми», но отметив, что те, кто надеялся на полноценную однопользовательскую кампанию, будут разочарованы. GamesRadar+ похвалил платформинг, тактические элементы, исследование мира и коллекционирование, но раскритиковал короткую однопользовательскую кампанию и ограниченность многопользовательских режимов.
IGN охарактеризовал версию для PlayStation 3 как «посредственный опыт», отметив, что соревновательный многопользовательский режим стал «настоящим спасением» игры. Версию для PlayStation Vita издание назвало «менее отшлифованной, чем версия для PlayStation 3», несмотря на шестимесячную задержку выпуска. Среди недостатков были отмечены: частые падения частоты кадров, медленная загрузка текстур, невыразительные эффекты и удаление элементов окружения, таких как растительность. Pocket Gamer высказал схожие технические претензии к версии для Vita. Рецензент отметил время загрузки как «регулярно превышающее 20 секунд», «значительно ухудшенные» текстуры, «едва читаемый» текст в некоторых частях игры и «стабильно низкую» частоту кадров, которая «временами делает игру непригодной для игры». Однако обозреватель похвалил «динамичный» сюжет, а также отметил, что платформинг и стрельба «все ещё довольно увлекательны».